# Acesina dusunensis
Acesina dusunensis är en fjärilsart som beskrevs av Barlow, Banks och Holloway 1971. Acesina dusunensis ingår i släktet Acesina och familjen juvelvingar. Inga underarter finns listade i Catalogue of Life.